# Rabsztyn (Olkusz)

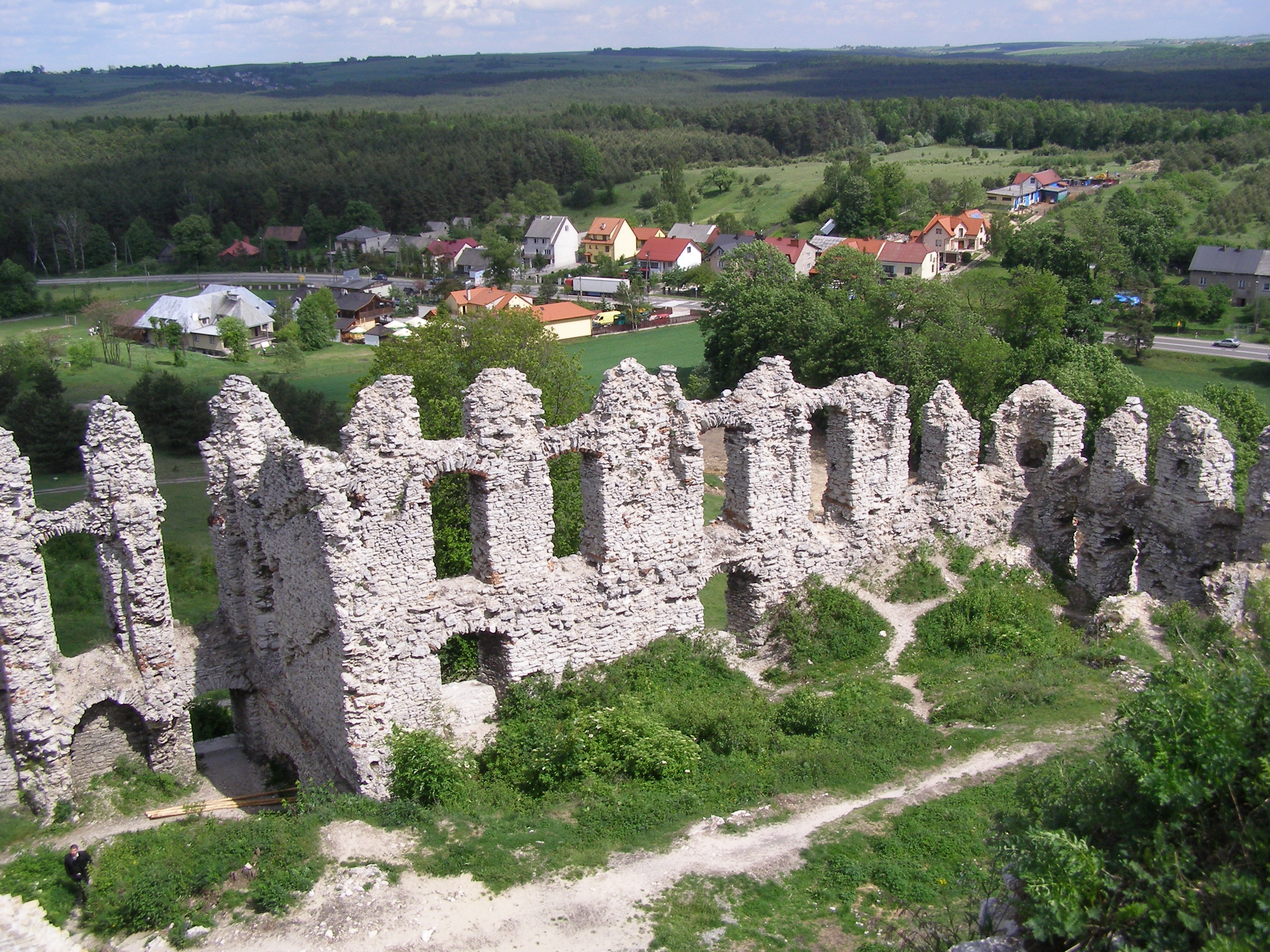
Burgruinen und das Dorf

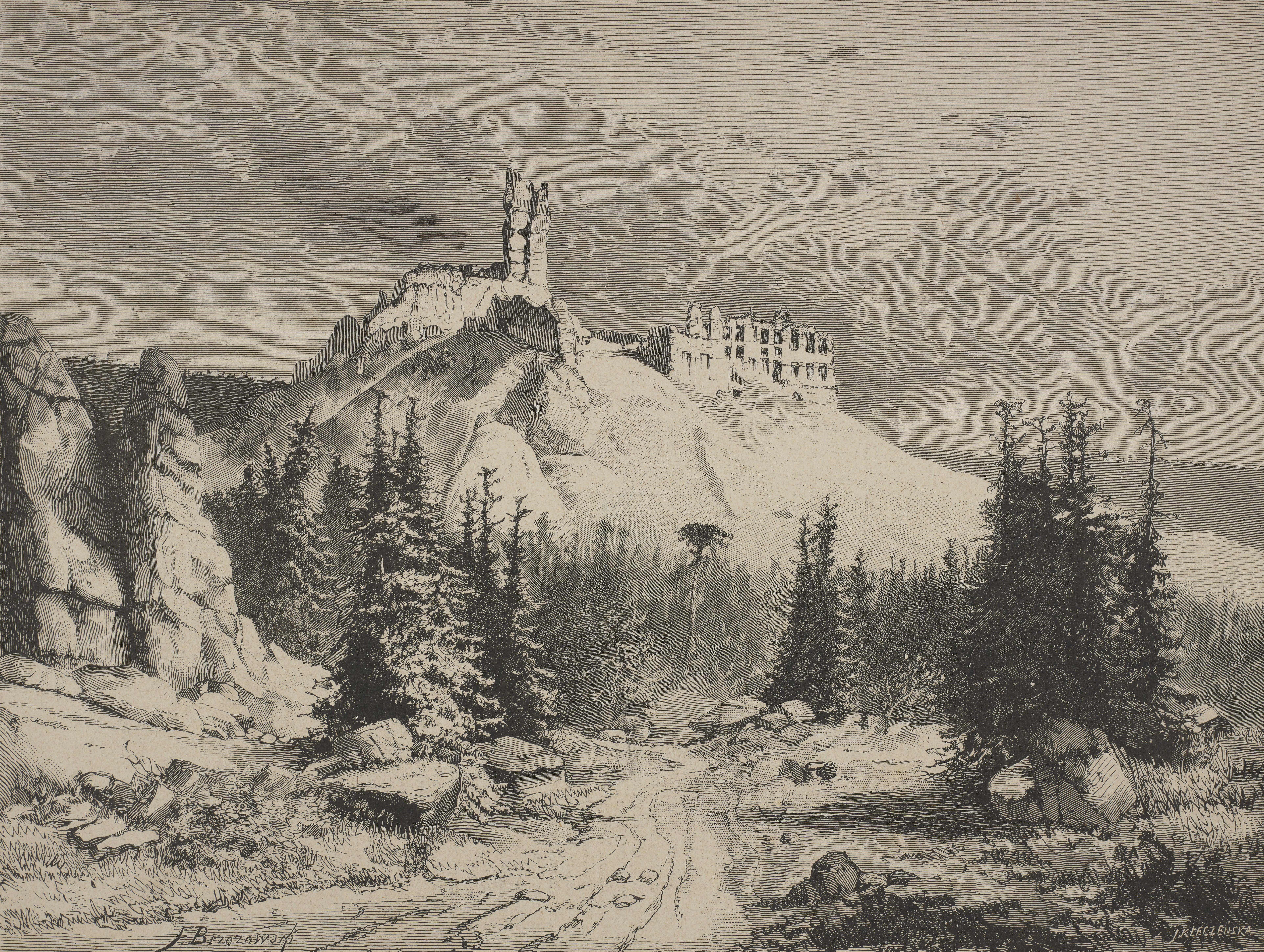
Burgruinen im Jahr 1879

Rabsztyn ist eine Ortschaft mit einem Schulzenamt der Gemeinde Olkusz im Powiat Olkuski der Woiwodschaft Kleinpolen in Polen.

## Geografie
Rabsztyn liegt im Krakau-Tschenstochauer Jura. Die Nachbarorte sind die Stadt Olkusz im Südwesten, Bogucin Mały und Bogucin Duży im Nordwesten, Podlesie im Osten, Olewin im Südosten.

## Geschichte
Das kleine Dorf entwickelte sich unterhalb der gleichnamigen Burg, die vermutlich in der ersten Hälfte des 14. Jahrhunderts erbaut wurde, aber erstmals im Jahr 1396 erwähnt wurde. Die Burg war damals Teil einer Kette von Burgen (Adlerhorst-Burgen), die sowohl die Grenze des Königreichs Polen zum benachbarten Schlesien als auch die wichtigste Handelsroute von Krakau durch Olkusz und Bytom nach Breslau (Via Regia) sichern sollten. Dies war nötig geworden, da Schlesien unter die Herrschaft Böhmens geraten war, mit deren Herrschern die polnischen Könige in Konflikt lagen. Im Jahr 1398 wurde Iwo de Rapstyn erwähnt, ab dem Jahr 1399 bis 1441 gehörte Rabsteyn mit benachbarten Dörfern zur Familie Melsztyński. Der Name ist abgeleitet von Wort Rabe (mittelhochdeutsch rabe, rap; rappe, rapp – verkürzt *Rabstīn oder *Rapstīn: mhd b > hoch mittelhochdeutsch b/p; mhd. ei > ē > ī) mit dem Suffix -stein (im Sinn Burg), polonisiert als Rabsztyn (na Rabsztinie, 1564). Die Burg wurde im Jahr 1657 von Schweden zerstört.
Der Ort gehörte zunächst zum Königreich Polen (ab 1569 in der Adelsrepublik Polen-Litauen), Woiwodschaft Krakau, Kreis Proszowice. Bei der dritten Teilung Polens wurde Rabsztyn 1795 Teil des habsburgischen Kaiserreichs. In den Jahren 1807–1815 gehörte das Dorf zum Herzogtum Warschau, 1815 bis 1918 wurde es  Teil des Kongresspolens. Im Jahr 1827 gab es im Dorf nur 5 Häuser und 45 Einwohner.
1918, nach dem Ende des Ersten Weltkriegs wurde Rabsztyn Teil Polens. Unterbrochen wurde dies nur durch die Besetzung Polens durch die Wehrmacht im Zweiten Weltkrieg. Es gehörte dann zum Landkreis Ilkenau im Regierungsbezirk Kattowitz in der Provinz Schlesien (seit 1941 Provinz Oberschlesien).
Von 1975 bis 1998 gehörte Rabsztyn zur Woiwodschaft Katowice.